# Hromadná věc
Hromadnou věcí se rozumí soubor věcí náležící téže osobě, přičemž je považován za jeden předmět a nese společné označení. Na kvalifikovaný soubor věcí se tedy z pohledu práva nahlíží jako na jednu věc. Jednotlivé věci tvořící hromadnou věc však neztrácejí právní povahu, lze je z hromadné věci vyjmout a dále s nimi disponovat.

## Příklady
- Sbírka známek
- Obchodní závod
- Sbírka motýlů
- Sklad zboží
- Knihovna
- Soubor pohledávek

## Definice
Zákon č. 89/2012 Sb., Občanský zákoník, § 501 uvádí:
Hromadná věc
„Soubor jednotlivých věcí náležejících téže osobě, považovaný za jeden předmět a jako takový nesoucí společné označení, pokládá se za celek a tvoří hromadnou věc.“